# Jan Nepomucen Deszkiewicz-Kundzicz

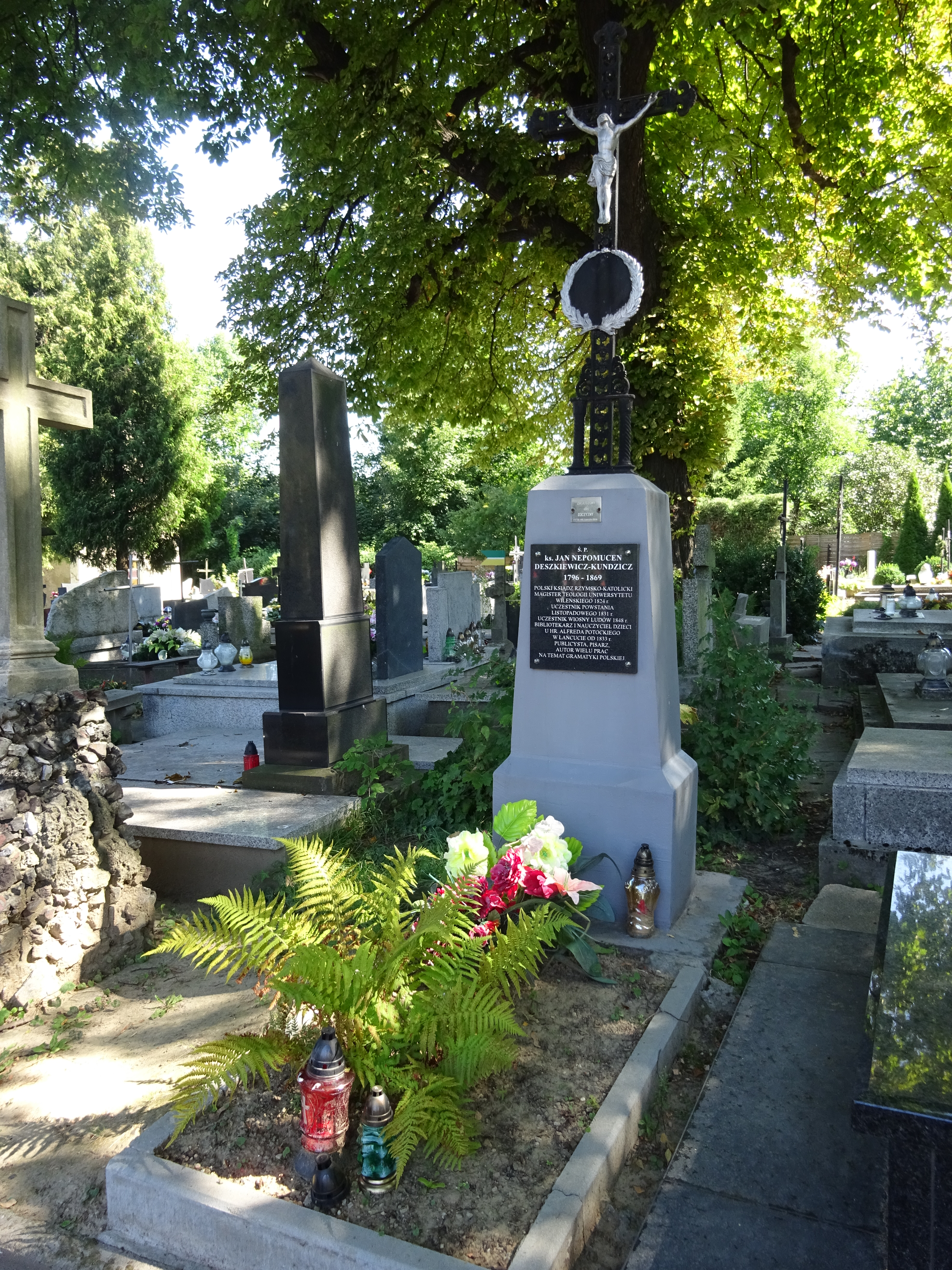
Grób Jana Deszkiewicza na cmentarzu w Łańcucie

Jan Nepomucen Deszkiewicz-Kundzicz, właśc. Jan Nepomucen Kundzicz (ur. 4 lub 7 lipca 1796 na Litwie, zm. 15 czerwca 1869 w Łańcucie) – polski ksiądz rzymskokatolicki, magister teologii Uniwersytetu Wileńskiego (1824), publikował prace na temat gramatyki polskiej.

## Życiorys
Syn Franciszka i Marii, bratanek biskupa sufragana trockiego Tadeusza Kundzicza. Około 1830 był dziekanem i proboszczem w Oszmianie. Od 1849 członek Towarzystwa Naukowego w Krakowie. Uczestnik powstania listopadowego. Po jego upadku przedostał się do Galicji, do listopada 1833 pracował w bibliotece Ossolińskich (Ossolineum) we Lwowie. Później schronił się w Łańcucie u hr. Alfreda Potockiego, który przyjął go w charakterze nauczyciela swoich dzieci oraz bibliotekarza. Tam też przybrał nazwisko Deszkiewicz. Został pochowany na cmentarzu komunalnym w Łańcucie.
Pracując w bibliotece ordynacji Potockich w Łańcucie, rozpoczął ożywioną działalność pisarską, zwłaszcza w dziedzinie gramatyki polskiej. Prace drukowane: Rozprawa o języku polskim i jego gramatykach (Lwów 1843), Gramatyka języka polskiego (Rzeszów 1846), Zbiór odpowiedzi recenzentom gramatyki języka polskiego (Lwów 1853), O pisownictwie polskim (Kraków 1869). Prace te, pełne fantastycznych pomysłów (np. przywrócenia w języku polskim liczby podwójnej), nie przedstawiały żadnej realnej wartości i były surowo oceniane już przez jemu współczesnych. Próbował ponadto sił w poezji i dramacie (komedia Lelum po Lelum druk. w Zakładzie Ossolińskich). Wszystkie jego prace, zarówno opublikowane drukiem, jak i pozostałe w rękopisach przekazał Bibliotece Jagiellońskiej, gdzie do dziś się znajdują.